# Dániel Anna
Dániel Anna (Budapest, 1908. július 10. – Budapest, 2003. szeptember 17.) József Attila-díjas magyar író, műfordító, irodalomtörténész, tanár.

## Élete
Dániel (Katz) Miklós (1862–1925) bankigazgató és Lengyel Laura (1874–1954) írónő gyermekeként született. 1920-ban szüleivel együtt áttért az unitárius vallásra. A Pázmány Péter Tudományegyetem francia–német szakán szerzett tanári diplomát, de magyar és világirodalmat is tanított. Pedagógusi pályáját az Erzsébet Nőiskolában kezdte, később különböző budapesti középiskolákban tanított. Férje Kerékgyártó János közgazdász (1909–1968) volt, akivel 1939. január 12-én Budapesten, az Erzsébetvárosban kötött házasságot. Szoros barátság fűzte egyetemi évfolyamtársához, Kozmutza Flórához, aki Dániel Annáék lakásán ismerkedett meg József Attilával.
Tanári pályafutása mellett számos tanulmányt, regényt, ifjúsági regényt alkotott, tanulmánykötetekben, folyóiratokban publikált, főleg francia és német nyelvből fordított. Több ifjúsági regényét ültették át cseh, lett és lengyel nyelvre.
Tagja volt a Magyar Írószövetségnek és a Magyar PEN Clubnak is. Írói, műfordítói, irodalomtörténészi munkássága elismeréseként 2003-ban A Magyar Köztársasági Érdemrend lovagkeresztje polgári tagozatának kitüntetését vehette át.

## Művei

### Regények (válogatás)
- Valahogy élni kell… (Budapest: Révai, 1933)[6]
- Erzsébet királyné (Több kiadásban Budapest: Dante 1938–1944 és Móra Ferenc Könyvkiadó több kiadásban 1992–2012)[7]
- Meneküljön, aki fél (Budapest: Szépirodalmi Könyvkiadó, 1977)[8]
- Roland polgártársnő (Budapest: Gondolat Könyvkiadó, 1977)[9]
- A világ színpadán: Bertha von Suttner élete (Budapest: Kossuth, 1982)[10]
- Teréz küldetése (Budapest: Kossuth Kiadó, 1986)[11]
- Toll és trónus (Budapest: Móra, 1989)

### Ifjúsági regények (válogatás)
- Flóra (Budapest: Révai, 1931)[12]
- Angyalkert: Brunswick Teréz élete (Budapest: Dante, 1940)[13]
- Hiányzik Szecső (Budapest: Móra, több kiadásban, 1973, 1979)[14] Cseh nyelven is.
- Margot királyné gobelinjei (Budapest: Móra, több kiadásban, 1973, 1974, 1984)[15]
- Találkozások napja (Budapest: Móra, 1977)[16]
- Karambol (Budapest: Móra, 1979)[17] Cseh, lengyel, lett nyelven is.
- Az együttes (Budapest: Móra, 1983)[18]
- Így élt Türr István (Budapest: Móra, 1985)[19]
- Széllovasok (Budapest: Móra, 1988)[20]
- Toll és trónus (Budapest: Móra, 1989)[21]